# Long Biênbrug
De Long Biênbrug is een spoorbrug over de Rode Rivier in Hanoi, Vietnam. De brug is een vakwerkbrug. De spoorlijn op de brug is onderdeel van de Spoorlijn Hà Nội - Lào Cai.

## Geschiedenis
De bouw van de brug duurde in totaal drie jaar, van 1899 tot 1902. Pas in 1903 reed de eerste trein over de brug, die ontworpen is door Gustave Eiffel. Aan de bouw van de brug, die uiteindelijk 1680 meter lang zou worden, werkten ruim 3000 Vietnamezen.
De brug had tot 1954 de naam Paul Doumerbrug, naar Paul Doumer, een Franse afgevaardigde in de Unie van Indochina en later de president van Frankrijk.
De brug had een belangrijke rol in de Vietnamoorlog. De Amerikanen bombardeerden de brug, waardoor de spooraansluiting met Hải Phòng was verbroken. Na de oorlog is de brug hersteld en zijn sommige delen van de originele brug bewaard gebleven.